# Oyem
Oyem város Észak-Gabonban, Woleu-Ntem tartomány székhelye. A Ntem folyó mentén és az N2-es úton fekszik. Lakossága 2008-as adat szerint 38 ezer fő.
Az elnevezését feltehetően azon nagy fákról kapta, amik a város körül találhatók. 
Az 1990-es években számos, a Békehadtestet (Peace Corps) képviselő női tisztet megerőszakoltak és megöltek. 2004. márciusában a város tele volt veszett kutyákkal, ekkor öt megfertőzött emberből három meghalt. A városi tanács 50 kóbor kutya kilövését hagyta jóvá. 2004. októberében árvíz öntötte el Oyemet, ami komoly áramkimaradást és vízhiányt okozott. 2004 decemberében hastífusz ütötte fel a fejét a városban, ami egész Észak-Gabonra kiterjedt. Nagyjából 50 hastífuszos embert jelentettek a városból.

## Gazdaság
Oyem város környékén leginkább kakaó- és kávétermesztéssel foglalkoznak, amit Kamerunba, azon belül is Kribibe és Doualába szállítanak. Ezen kívül kaucsuk és burgonyatermesztéssel foglalkoznak.

## Fordítás
- Ez a szócikk részben vagy egészben  az   Oyem című angol Wikipédia-szócikk fordításán alapul.  Az eredeti cikk szerkesztőit annak laptörténete sorolja fel. Ez a jelzés csupán a megfogalmazás eredetét és a szerzői jogokat jelzi, nem szolgál a cikkben szereplő információk forrásmegjelöléseként.